# 75190 Segreliliana
75190 Segreliliana è un asteroide della fascia principale. Scoperto nel 1999, presenta un'orbita caratterizzata da un semiasse maggiore pari a 2,4076045 au e da un'eccentricità di 0,1966912, inclinata di 1,98196° rispetto all'eclittica.

## Storia osservativa
L'asteroide è stato scoperto il 14 novembre 1999 come un oggetto con magnitudine 18,4, nell'ambito del progetto LINEAR, un programma di ricerca del Lincoln Laboratory del MIT, in collaborazione con l'USAF e la NASA, per l'individuazione sistematica dei NEO (near-Earth object) tramite il telescopio GEODSS di un metro di apertura situato a Socorro, nel Nuovo Messico. In tale occasione ricevette la designazione provvisoria 1999 VD169.
Successivamente furono individuate immagini di prescoperta acquisite il 2 e il 14 agosto del 1991 dall'osservatorio di La Silla dell'ESO. In quella circostanza, tuttavia, le immagini non erano state associate ad uno stesso oggetto. Risultò inoltre che altre immagini dell'asteroide 75190 Segreliliana erano state acquisite dall'Osservatorio Steward, in Arizona, il 13 aprile 1994, il 28 luglio 1995 e il 26 settembre 1995.
Nei giorni subito seguenti alla sua scoperta e fino all'8 dicembre 1999, l'asteroide fu oggetto di molteplici osservazioni, volte principalmente a rilevarne la posizione per la determinazione della sua orbita. Negli anni seguenti, la posizione dell'asteroide è stata registrata con regolarità nei periodi di maggiore visibilità.
Nel 2010 è stato osservato attraverso il telescopio spaziale Wide-field Infrared Survey Explorer (WISE), operante nell'infrarosso, in uno studio comparativo volto a stimare l'albedo e il diametro degli asteroidi della fascia principale.

## Denominazione
La denominazione di un asteroide si compone di due elementi: un numero progressivo, che costituisce la designazione permanente dell'asteroide, assegnato quando la sua orbita è stata determinata con sufficiente accuratezza, e un nome, che può essere suggerito dal suo scopritore e successivamente analizzato e approvato dal "Comitato per la nomenclatura dei corpi minori" (Committee for Small Body Nomenclature) dell'Unione Astronomica Internazionale (IAU).
Su proposta di Gianni Peteani, dell'osservatorio astronomico di Trieste e di Grant Stokes, direttore del progetto LINEAR, il 17 novembre 2020 l'Unione Astronomica Internazionale ha dedicato a Liliana Segre l'asteroide 75190 Segreliliana, già contraddistinto dallo stesso numero che le era stato assegnato ad Auschwitz.

## Parametri orbitali
75190 Segreliliana orbita a una distanza media dal Sole di 2,4076045 au, e completa una rivoluzione in 3,74 anni. L'orbita è inclinata di 1,98196° rispetto al piano dell'eclittica, con un'eccentricità pari a 0,1966912. L'asteroide appartiene alla porzione più interna della fascia principale.
75190 Segreliliana è un membro della famiglia Massalia, un gruppo di asteroidi con bassa inclinazione, di cui il membro maggiore è 20 Massalia. Gli elementi orbitali senza tempo (non osculanti) di 75190 Segreliliana sono quasi identici a quelli di tre asteroidi più piccoli, aventi una magnitudine assoluta pari rispettivamente a 17,8, 18,4 e 18,5 rispetto al valore di 15,8 di Segreliliana: (487395) 2014 QG322, (489939) 2008 RV90 e 2015 BD292.

## Caratteristiche fisiche
Con una magnitudine assoluta pari a 15,7 e un'albedo pari a 0,413, il suo diametro è stato stimato in 1,498±0,305 km dall'analisi dei dati acquisiti attraverso il telescopio WISE.
Osservazioni spettroscopiche hanno condotto a includere 75190 Segreliliana nella classe spettrale degli asteroidi di tipo S. L'asteroide sarebbe composto quindi principalmente di silicati.